# Nedjeftet
Nedjeftet war eine Königin der altägyptischen 6. Dynastie. Ihre familiäre Einordnung ist nicht sicher. Da jedoch alle bekannten Namensnennungen im Pyramidenbezirk von Pharao Pepi I. gefunden wurden, kann angenommen werden, dass sie zu seinen Gemahlinnen zählte.
Das Grab von Nedjeftet wurde bisher noch nicht entdeckt. Funde von Relieffragmenten, die ihren Namen tragen, lassen allerdings den Schluss zu, dass es sich in der königlichen Nekropole südlich der Pepi-I.-Pyramide befinden könnte. Dort haben französische Archäologen bisher acht Königinnenpyramiden freilegen können.